# Johannes Meinhof

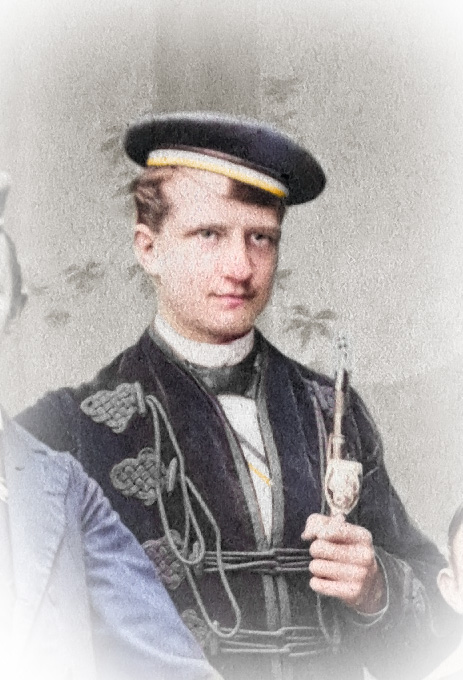
Johannes Meinhof als Wingolfit, koloriert

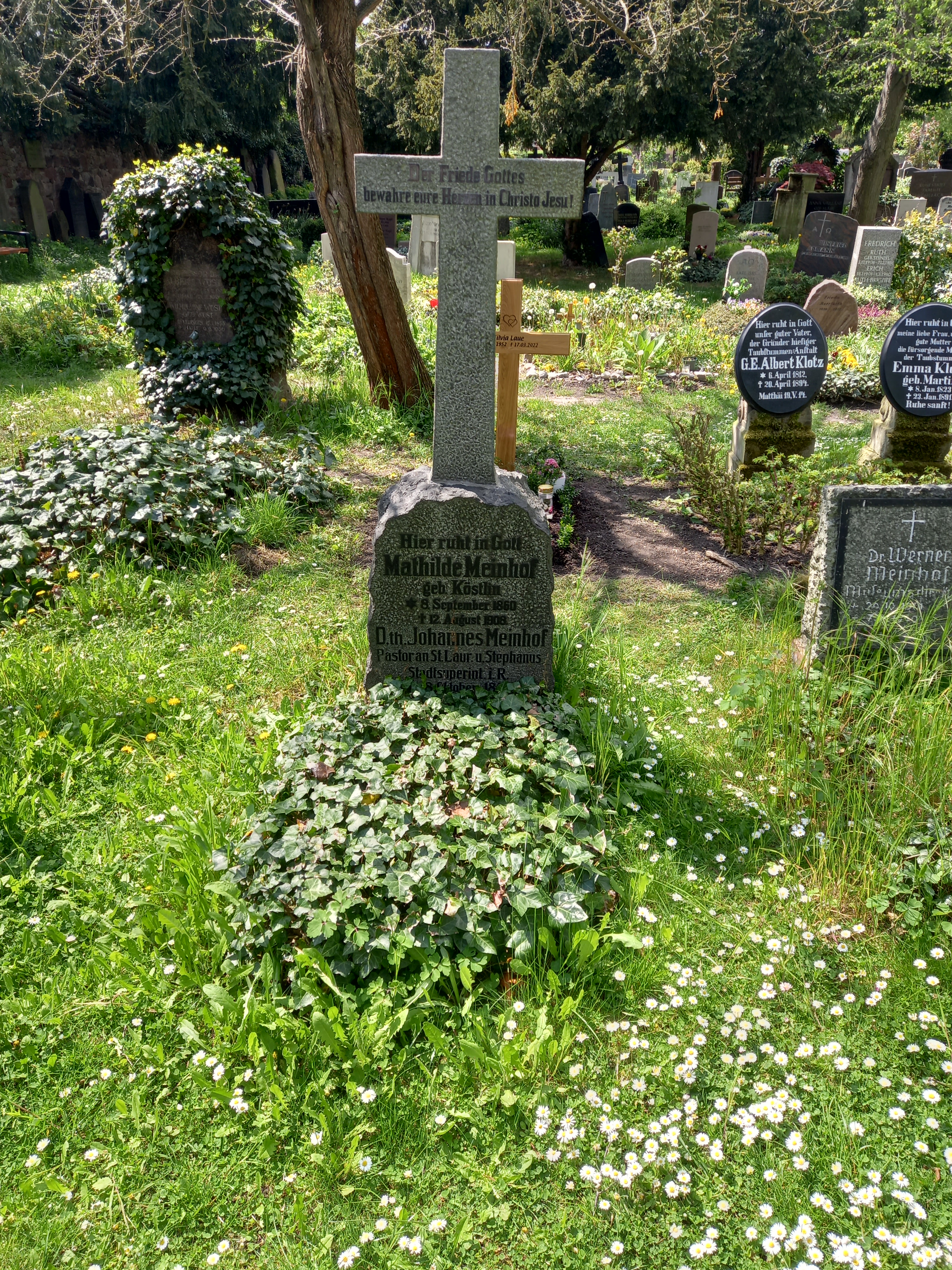
Das Grab von Johannes Meinhof und seiner Ehefrau Mathilde geborene Köstlin auf dem evangelischen Laurentiusfriedhof in Halle

Johannes (Hans) Meinhof (* 8. Oktober 1859 in Barzwitz bei Rügenwalde; † 10. November 1947 in Halle (Saale)) war ein evangelischer Theologe und Superintendent in Halle (Saale).

## Leben
Johannes Meinhof war ein Sohn des lutherischen Pfarrers und Erweckungspredigers Friedrich Meinhof und seiner dritten Ehefrau Clara Christiane Giesebrecht (1819–1893). Er ist der Bruder des Theologen und Afrikanisten Carl Meinhof und Großvater der Ulrike Meinhof.
Im August 1878 legte Johannes Meinhof in Halle das Abitur ab, studierte danach Theologie in Greifswald, Erlangen, Leipzig und Halle und wurde im Greifswalder, Erlanger, Leipziger und Hallenser Wingolf aktiv. 1885 heiratete er Mathilde Köstlin (1860–1908), die Tochter des halleschen Universitätsprofessors Julius Köstlin. Aus dieser Ehe gingen zehn Kinder (fünf Söhne und fünf Töchter) hervor, darunter als neuntes Kind Werner Meinhof, der Vater von Ulrike Meinhof. Seine erste Pfarrstelle hatte Meinhof in Arnsdorf im Riesengebirge inne, wo er am 30. April 1884 ordiniert wurde. Es folgten Pfarrstellen in Karnitz (1889–1890) und als zweiter Geistlicher an der Diakonissenanstalt Bethanien in Stettin (1890–1896). Von 1896 bis 1930 war Johannes Meinhof Pfarrer von St. Laurentius in Halle und seit 1918 Stadtsuperintendent.
Im Oktober 1910 heiratete er erneut. Aus dieser Ehe mit Dorothea Meinhof geb. Schmitz gingen zwei weitere Söhne hervor.
Er verstarb mit 88 Jahren an Altersschwäche. Am 14. November 1947 wurde er auf dem St.-Laurentius-Friedhof in Halle an der Seite seiner ersten Frau beerdigt. Seine Grabstelle zählt zu den Ehrengräbern auf diesem Friedhof.

## Schriften (Auswahl)
- Acht Kaiserpredigten. Ein Gedenkblatt auf das Jahr 1888. Hirschberg 1888
- Botschaft des Heils. Ein Jahrgang Predigten, meistens über freie Texte. 1889
- Dr. Pommer Bugenhagen und sein Wirken. Halle 1890
- Biblisches Schutz- und Trutzbüchlein. Die Wahrheit der Bibel dargelegt gegen die Angriffe der Sozialdemokraten und Freireligiösen. Leipzig 1894
- Welch hohe und wichtige Stellung giebt das Christenthum der Frau? Hattingen 1895
- Vorwärts zum Glauben! Eine evangelische Antwort auf die Schrift des Herrn Prof. Dr. von Ruville "Zurück zur heiligen Kirche". Berlin 1910
- Laßt doch die Heiden, wir haben zu Hause Not genug. Berlin 1912
- Von Golgotha bis an der Welt Ende. Ein Zeugnis Christi an die Gegenwart aus dem Munde seiner Gegner. Leipzig 1912
- Die Wichtigkeit der Bibelstunde für das Gemeindeleben und ihre zweckmässige Gestaltung. Halle 1913
- Der Brief an die Römer. Eine volkstümliche Erklärung. Hamburg 1919
- Hundert Jahre Arbeit der Provinz Sachsen für die Heidenmission 1829–1929. Halle 1931